# Rosice (Chrudimi járás)
Rosice település Csehországban, a Chrudimi járásban. Rosice Jenišovice, Hrochův Týnec, Řestoky, Přestavlky, Chrast, Chroustovice, Luže, Lozice és Zájezdec településekkel határos. Lakosainak száma 1377 fő (2024. január 1.).

## Népesség
A település lakosságának változását az alábbi diagram mutatja:
| Lakosok száma | 1782 | 2146 | 2038 | 1480 | 1380 | 1292 | 1364 | 1391 | 1383 | 1377 |
|               | 1869 | 1890 | 1921 | 1950 | 1980 | 2001 | 2017 | 2019 | 2022 | 2024 |